# あすか正太
あすか 正太（あすか しょうた）は日本の小説家・漫画原作者。

## 略歴
大学時代にジャンプノベル大賞で佳作を受賞するも、パソコン通信時代のNIFTY-Serveアニメフォーラム・美少女戦士セーラームーン会議室でおもしろい書き込みをする人物として頭角をあらわす。やがて「混沌の館」という会議室にも出没、フォーラム内での人気を確立する。
スタジオハードを仲介としてライターデビュー後は、月刊ニュータイプ、ザテレビジョンなど、主に角川書店の雑誌で活動。
前後して、アニメカラオケだけを集めた世界初の歌本を同人として企画してコミックマーケットで頒布。のちに月刊OUTの付録となる。
また、DTMMagazine誌上でBrother-Na◎の担当するアニメソングのMIDIデータ記事にて作品の背景などを書くコラムを担当。これらはほとんどがNIFTY-Serveにて人脈を築いたものである。
巨大掲示板のライトノベル板の自身のスレッドにシグネチャを付けて本人が乗り込むこともある。
その後、その人脈を生かし、当時のライトノベル新人賞等を経由せずに「大魔王アリス」にて小説家としてデビューする。

## 作品一覧

### オリジナル小説
- 総理大臣 のえる!（角川書店刊）
- ふるこんたくと!（角川書店刊）
- 初恋マジカルブリッツ（集英社刊）
- ドラゴンクルス（角川書店刊）
- 大魔王アリスLOVE（メディアワークス刊）
- 大賢者ソフィア
- 大天使フィオ
- 大魔王アリス
- いちご水滸伝 (メガミ文庫)

### ノベライズ
- 小説侵略!ケロロ軍曹 愛爆発!地球消滅5秒前!!（原作:吉崎観音、角川書店刊）
- ガンダムビルドファイターズ(角川スニーカー文庫)

### 小説アンソロジー
- ToHeart2ショートストーリーズ（スクウェア・エニックス刊）

### 漫画原作
- ひ・め・こ・と（作画:石田あきら、「Comic Gum」連載、ワニブックス刊）

### アニメ脚本
- 爆球連発!!スーパービーダマン
- ビックリマン2000
- グリーングリーン
- クイーンズブレイド 流浪の戦士

### ゲーム脚本
- アナザヘヴン